# Pál Gyulai

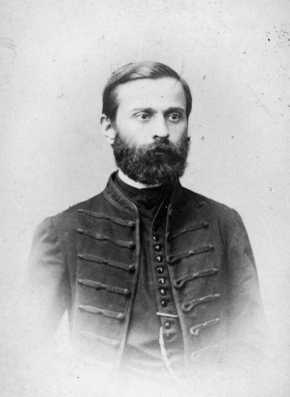
Pál Gyulai

Pál Gyulai [ˈɟulɒi], fälschlich Paul von Gyulai (* 25. Januar 1826 in Klausenburg, Siebenbürgen; † 9. November 1909 in Budapest) war ein ungarischer Dichter und Kritiker. 

## Leben

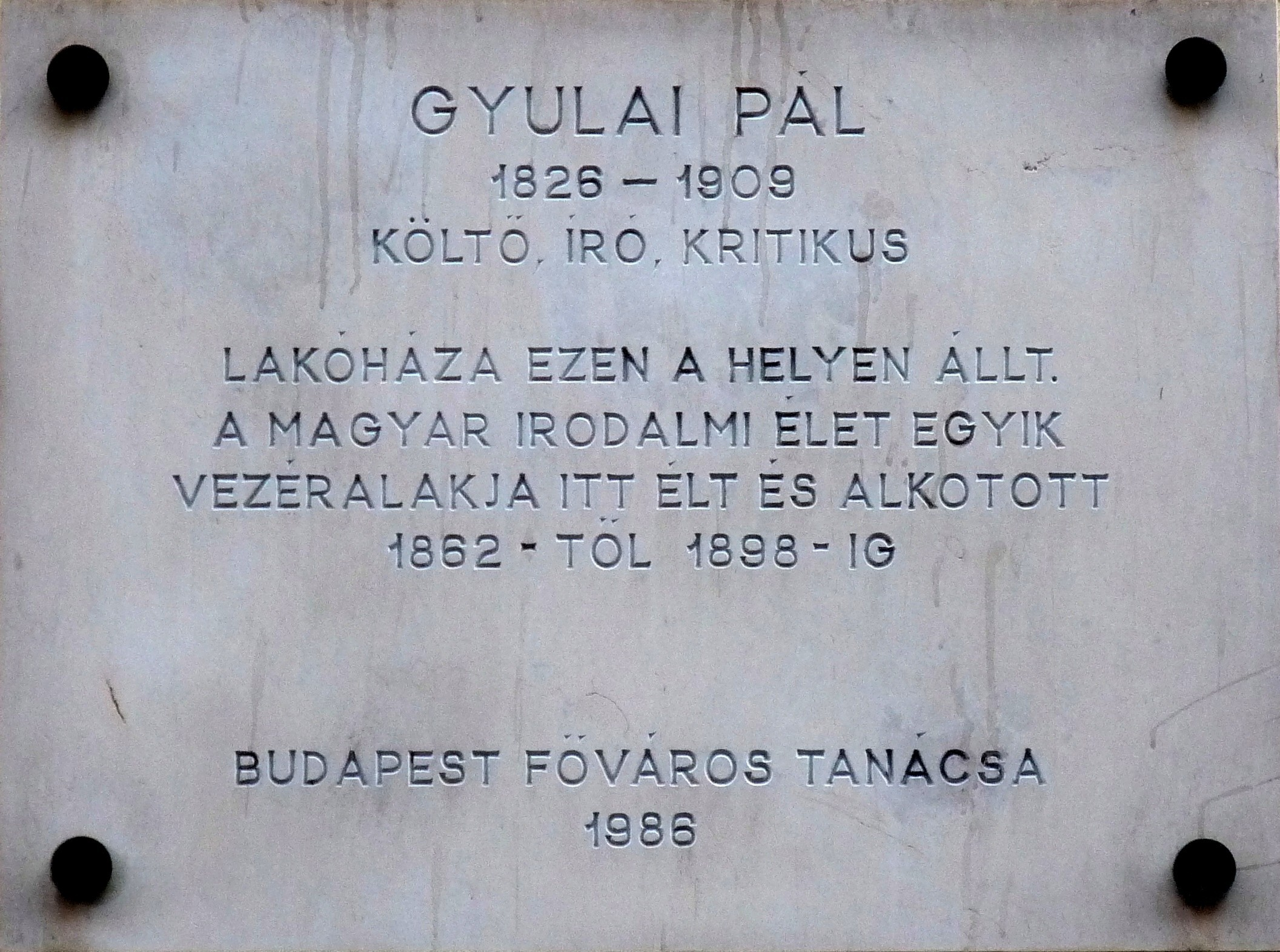
Gedenktafel an Gyulais ehemaligem Wohnhaus in Budapest

Gyulai absolvierte seine Schulzeit in seiner Vaterstadt und lehrte später selbst am dortigen Gymnasium. Anschließend war er als Journalist in Pest tätig, bis er 1875 eine Professur für ungarische Literaturgeschichte an der Universität Budapest erhielt. Ab 1858 war er Mitglied der Ungarischen Akademie der Wissenschaften, ab 1870 Sekretär der ersten (sprach- und schönwissenschaftlichen) Klasse derselben und ab 1881 Präsident der Kisfaludy-Gesellschaft.
Als solcher verfasste Gyulai zahlreiche Kritiken und Studien, u. a. über den Schriftsteller Sándor Petőfi, seinen Schwager. Diese veröffentlichte er in den von ihm redigierten Budapester Revue und anderen Zeitschriften.

## Werke (Auswahl)
- Das Leben Michael Vörösmartys (2. Aufl., Budapest 1879);
- Denkreden (Budapest. 1879) und
- József Katona und seine Tragödie Bánk Bán (2. Aufl., Budapest 1883);
- Skizzen und Bilder, Pest 1867, 2 Bde.;
- Gedichte (neue Ausg. 1882).